# Kelenken
Kelenken é um genero de ave fóssil da família Phorusrhacidae. A única espécie descrita para o gênero é Kelenken guillermoi.

## Taxonomia
Um fóssil do gênero foi descoberto em março de 1999 pelo estudante Guillermo Oscar Aguirre Zabala e um amigo, a cerca de 100 metros da estação ferroviária de Comallo, pequeno vilarejo da Província de Río Negro, Argentina. Eles estavam caçando fósseis e encontraram outros fósseis antes.  Em 2007, a espécie foi oficialmente nomeada. Não há muito material fóssil conhecido dela, e muito de sua reconstrução depende de comparações com outras aves de porte semelhante. O crânio, porém, foi muito bem preservado.

## Descrição
Kelenken viveu no estágio Langhiano do Mioceno, aproximadamente 15 milhões de anos atrás. Fósseis foram encontrados em camadas de tufo da Formação Colloncuran Collón Curá na Bacia Cañadón Asfalto, no oeste da Patagônia, Argentina.  Era a maior espécie de forusrhacídeo e, com um crânio de 71,6 centímetros de comprimento, possuía a maior cabeça de todas as aves conhecidas. O tarsometatarso de um espécime fóssil tem 43,7 centímetros de comprimento.
Seus restos fósseis foram encontrados na Argentina e datam de 15 milhões de anos atrás, no início da época Miocena. Alcançava cerca de 3 m de altura e 250 kg, com um crânio de 71 cm de comprimento (45 cm correspondendo ao bico), essa grande ave predatória possuía a maior cabeça entre todas as aves já conhecidas. É também a maior espécie de forusracídeo, embora mais esguio que seus parentes - tal estrutura física sugere maior velocidade na hora de perseguir as presas. É possível que o Kelenken tenha abatido répteis e pequenos mamíferos com golpes violentos de seu bico maciço, ou sacudindo a cabeça após agarrá-los até quebrar os ossos da vítima.